# 約翰·威克斯
約翰·威克斯（英語：John Weeks，1941年—2020年7月26日），美国經濟學家，倫敦大學亞非學院經濟學系榮譽教授。研究興趣包含總體經濟學與發展經濟學理論與政策應用。他以提出“量化競爭理論”來反映市場中越多競爭（生產者、消費者和工人），經濟就越有效率的前提而聞名。

## 部分著作
- Economics of the 1% （2014）
- Capital, Exploitation and Economic Crisis （2011）